# Ofikalcyt

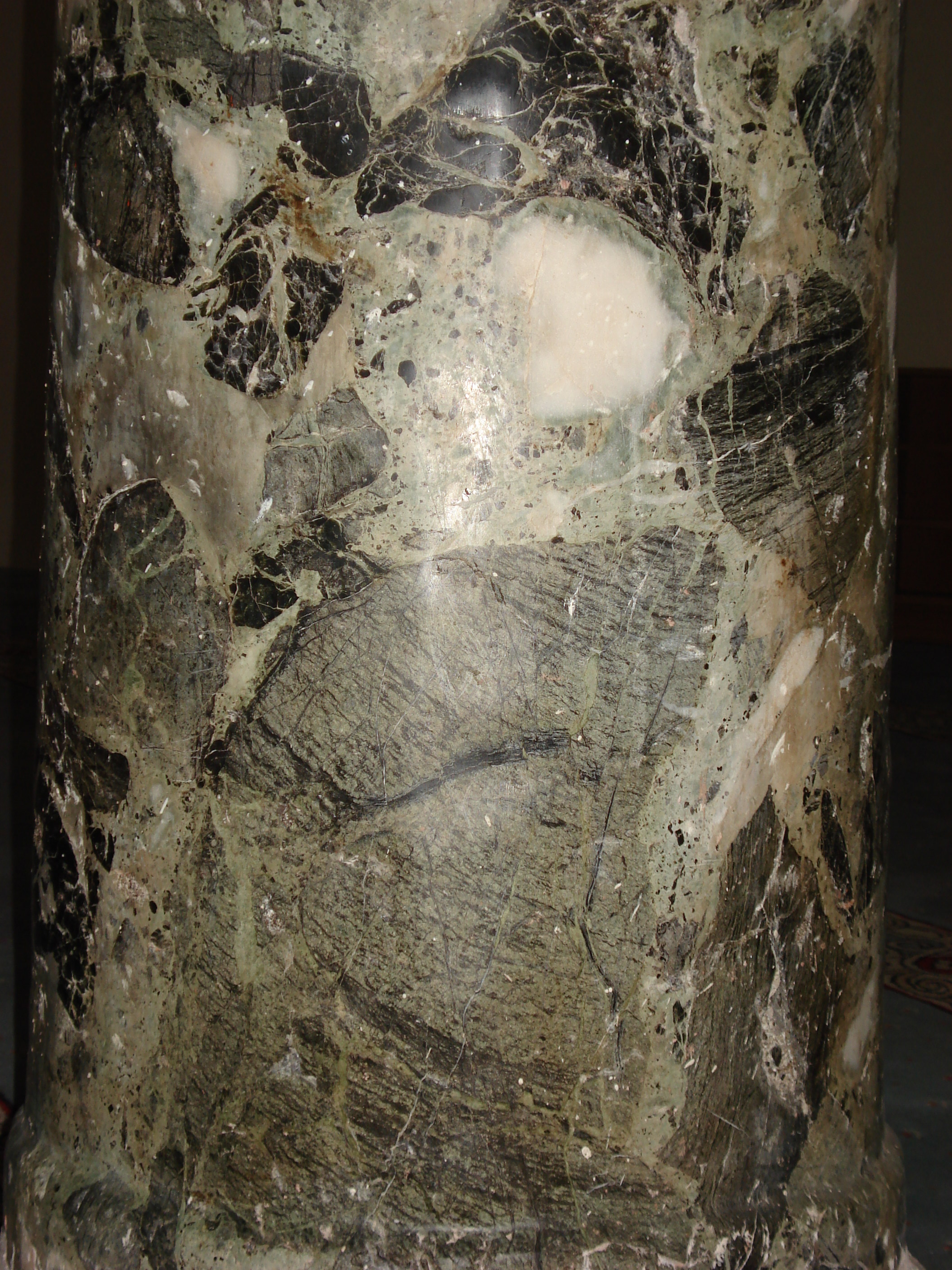
Brekcja serpentynitowa. Zdjęcie przedstawia kolumnę wykonaną z verde qntique w Hagia Sofia (gr. Hagia Sophia, tur. Ayasofya) – kościół w Stambule (dawny Konstantynopol).

Ofikalcyt – skały serpentynowo-węglanowe o charakterystycznych cechach teksturalnych i mineralnych. Nazwa pochodzi od greckiego ophis = wąż oraz od nazwy minerały kalcytu. Posiada 3 znaczenia:
- skała metamorficzna, marmur zawierający warstewki, gniazda lub żyłki serpentynów;
- bryłowy serpentynit pocięty licznymi nieregularnymi żyłami kalcytu lub dolomitu oraz innych rzadszych minerałów węglanowych jak magnezyt i ankeryt z dodatkowymi wtrąceniami hematytu;
- skała osadowa (psefitowa) utworzona z gruzu serpentynitowo-gabrowego spojonego kalcytem. Skała podobna do brekcji. Często poprzerastana kwarcem oraz hematytem.

Wszystkie rodzaje ofikalcytów bez względu na genezę mogą mieć ciemnozieloną, szarozieloną, czerwonawą lub filletowo-szarą barwę. Wszystkie odznaczają się bezładną teksturą oraz bryłowo-żyłową strukturą.

## Występowanie
Znane są głównie z Włoch skąd są pozyskiwane i sprzedawane jako tzw. Onyks z Châtillon, z Alp i Apeninów. Występują w USA w stanie Montana oraz w Wielkiej Brytanii (Lizard w Kornwalii). W Polsce podobne skały można spotkać np. w Rędzinach na Dolnym Śląsku.

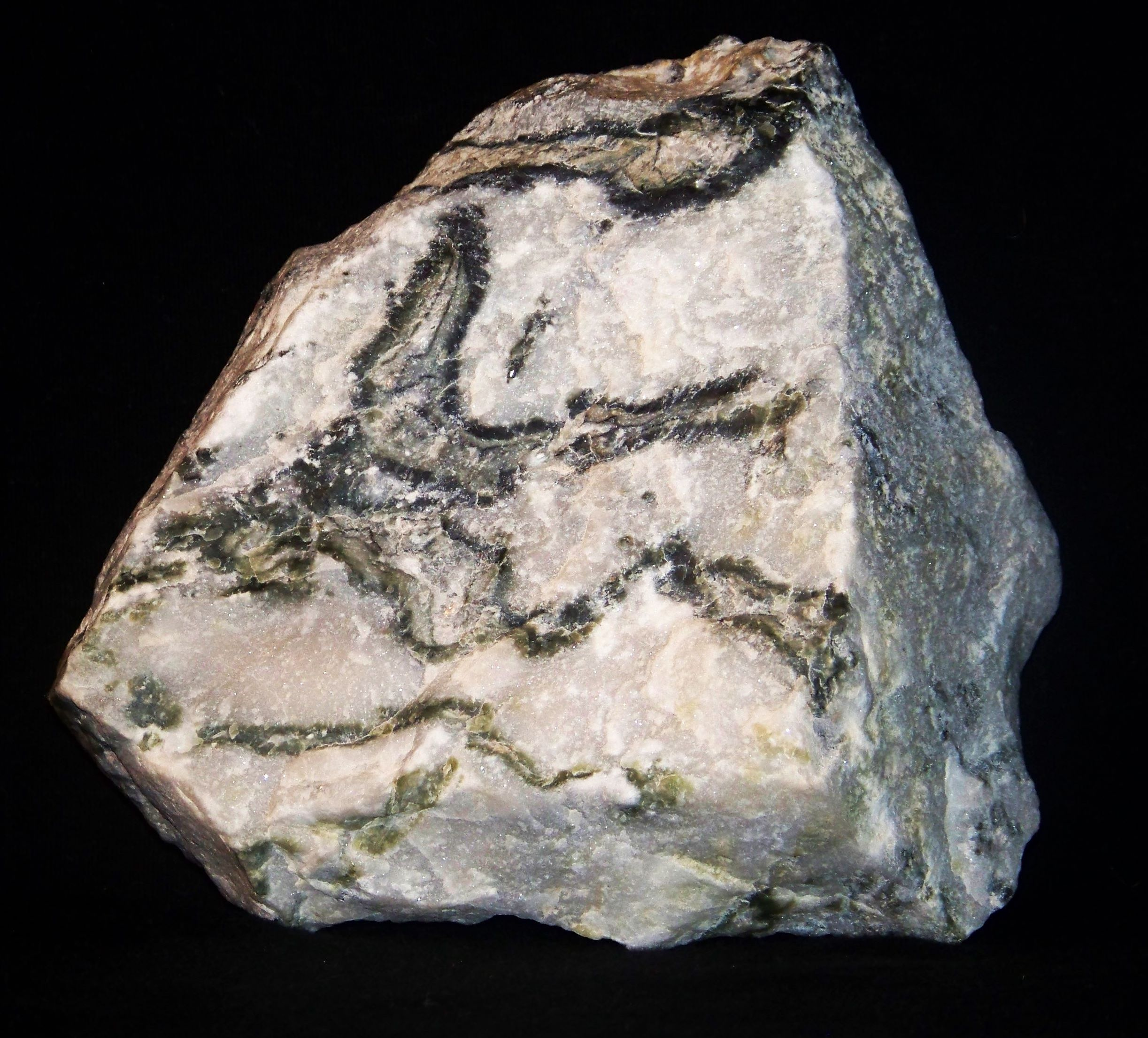
Marmur dolomitowy z żyłkami serpentynitu.

## Zastosowanie
Stanowią wysoko ceniony materiał dekoracyjny. Znane z czasów starożytnych jako verde antique. Szczególnie cenione są odmiany pochodzące z Châtillon w dolinie Aosta we Włoszech ofikalcyt zwany Onyksem z Châtillon.